# Pseudocercospora rhabdothamni
Pseudocercospora rhabdothamni är en svampart som beskrevs av U. Braun & C.F. Hill 2004. Pseudocercospora rhabdothamni ingår i släktet Pseudocercospora och familjen Mycosphaerellaceae.   Inga underarter finns listade i Catalogue of Life.